# Акасака, Юити
Юити Акасака  (яп. 赤坂•雄一, англ. Yuichi Akasaka,родился 29 сентября 1967 года в Ибараки) — японский конькобежец, специализирующийся  в шорт-треке. Участвовал в Олимпийских играх в Калгари, где шорт-трек был показательным видом спорта, в Олимпийских играх 1992 года и 1994 года. Пятикратный чемпион мира. 

## Биография
Юити Акасака начал свою карьеру на международном уровне в начале 80-х годов. На своём первом домашнем чемпионате мира в Токио ему было всего  16 лет, что не помешало ему вместе с командой занять 3 место в эстафете. В следующем году он выиграл свою первую золотую медаль на дистанции 1500 метров в Питерборо, а вторую награду золотого достоинства взял в следующем году на мировом чемпионате в Амстердаме в эстафете. Вообще Акасака был главным эстафетчиком команды, без него не обходился ни один турнир. Он выиграл ещё два золота эстафеты на чемпионатах мира в Денвере 1992 и Гилморе 1994 годах. 
В сезонах с 1986 по 1989 года Акасака выиграл несколько серебряных и бронзовых наград мировых первенств. На чемпионате мира 1990 года в Амстердаме он наконец добрался до второго места в общем зачёте и получил свою серебряную медаль. В 1991 году на первом чемпионате мира среди команд в Сеуле сборная Японии стала второй и Юити был одним из медалистов.
На  Олимпийских играх 1992 года   Акасака вместе со своими партнёрами занял третье место в эстафете, это была его единственная бронзовая медаль с Олимпиад.
Последние его Олимпийские игры в Лиллехаммере не принесли больших результатов, в эстафете было 5 место. После спортивной карьеры Акасака работал телевизионным комментатором. 